# Rezerwat przyrody Skarpa Jaksmanicka
Rezerwat przyrody Skarpa Jaksmanicka – rezerwat przyrody położony w miejscowości Jaksmanice, w gminie Medyka, w powiecie przemyskim, w województwie podkarpackim. Leży w granicach obszaru siedliskowego sieci Natura 2000 „Fort Salis Soglio” PLH180008.
numer według rejestru wojewódzkiego – 40

powierzchnia – 1,91 ha (akt powołujący podawał 1,93 ha)

dokument powołujący – M.P. z 1991 r. nr 38, poz. 273
rodzaj rezerwatu – faunistyczny

przedmiot ochrony (według aktu powołującego) – miejsca lęgowe żołny